# Teodorico di Nieheim
Teodorico di Nieheim, in latino Theodericus, in tedesco Dietrich von Nieheim (Nieheim, 1345 – Maastricht, 22 marzo 1418), è stato uno storico tedesco attivo presso la curia pontificia a Roma, durante lo Scisma d'Occidente.

## Vita
Teodorico di Nieheim (Principato vescovile di Paderborn) fu un giurista e notaio della corte papale presso la Sacra Rota ad Avignone. Nel 1376 si trasferì alla curia di Roma, dove divenne segretario di papa Urbano VI che lo portò con sé durante la visita a Carlo III a Napoli, una spedizione che riservò loro molte sorprese, culminando nella fuga da Napoli e nell'assedio nel castello di Nocera.
Nel 1395 papa Bonifacio IX lo trasferì al vescovado di Verden. Tuttavia nel 1403 riprese il suo vecchi lavoro presso la curia.
Nel frattempo, aveva contribuito a fondare un ospizio tedesco a Roma, che sopravvive come l'Istituto dell'Anima, e aveva cominciato a scrivere una cronaca, di cui sono rimasti solo frammenti.

La sua impronta principale di storico, tuttavia, si ritrova nella sua descrizione delle controversie derivanti dal Grande Scisma. 

Accompagnò papa Gregorio XII a Lucca nel maggio 1408, e, dopo aver invano cercato di consigliare al pontefice una linea più moderata, durante il concilio di Pisa passò dalla parte dei cardinali avignonesi, che elessero papa Alessandro V.

Tuttavia, in considerazione della crescente confusione nella chiesa, divenne uno dei più ferventi sostenitori del ricorso a un Concilio generale. Fu presente al Concilio di Costanza come consulente della nazione tedesca. Morì a Maastricht il 22 marzo 1418.

## Opere principali
Teodorico ha descritto gli eventi di cui è stato testimone oculare, spesso avendovi partecipato emotivamente.
Le relazioni intime e personali avute con diversi pontefici lo hanno messo in posizioni privilegiate per ottenere informazioni accurate.
Le sue opere principali sono il Nemus unionis e il De schismate.
Di questi il primo, compilato a Lucca dopo la rottura con Gregorio XII, è una raccolta di documenti di cui era entrato in possesso nel corso dei negoziati: pronunciamenti papali, opuscoli, lettere scritte e simili. 

Il De schismate libri III, completato il 25 maggio 1410, descrive la storia degli eventi dal 1376 come lui stesso li aveva visti. Questa opera fu continuata e completata dalla Historia De Vita Johannis XXIII.

### Altre opere
- De bono regimine Romani pontificis.
- De modis uniendiae reformandi ecclesiam.
- De difficultate reformationis in concilia universali.
- Contra dampnatos Wiclivitas Pragae.
- Jura ad privilegia imperii, un panegirico dell'Impero in vista della convocazione del Concilio di Costanza.
- Avisamenta pulcherrima de unione et reformatione membrorum et capitis fienda, una proposta di riforma della Chiesa basato sugli errori del sistema papale.